# Массовые беспорядки в Новороссийске
Массовые беспорядки в Новороссийске — события 9 января 1956 года, произошедшие в Новороссийске на почве конфликта местных жителей с сотрудниками правоохранительных органов, приведшие к человеческим жертвам.

## Предыстория
Согласно данным Министерства внутренних дел СССР, которые 10 января 1956 года оно предоставило на рассмотрение Центральному комитету Коммунистической партии Советского Союза и Совету Министров СССР, вечером 9 января 1956 года группа находящихся в состоянии алкогольного опьянения молодых людей численностью от 15 до 18 человек, взявшись за руки, загородила дорогу прохожим на одной из центральных улиц города. Эти действия сопровождались приставанием к проходящим мимо женщинам и оскорблениями в сторону встречных.
Находящийся поблизости постовой милиционер попытался разогнать группу. Один из хулиганов нанёс ему несколько ударов, однако был задержан и препровождён в отделение милиции.

## Массовые беспорядки
Приятели задержанного попытались освободить его. В это время в близлежащем кинотеатре закончился очередной сеанс, и у места событий находилось большое количество людей, многие из которых присоединились к хулиганам и начали забрасывать камнями отделение милиции. Ворвавшись внутрь, толпа напала на милиционеров, находившихся в здании. В ответ те применили табельное оружие, убив одного из нападавших и ранив ещё несколько человек. Пытаясь спастись от расправы, некоторые сотрудники милиции укрылись в здании местного подразделения Госбанка СССР.
Закончив разгром отделения милиции, толпа двинулась к Госбанку, забросав здание камнями и палками. В это время у 62-летнего сотрудника милиции начался сердечный приступ, от которого он скончался. В это же время разросшаяся приблизительно до тысячи человек толпа пыталась одновременно ворваться на почту и в другое отделение милиции, избила и тяжело ранила ножом в спину постового милиционера.

## Подавление беспорядков и их итоги
Разогнать толпу удалось лишь с применением военнослужащих Советской Армии и пограничных войск. 15 хулиганствующих элементов были арестованы и впоследствии осуждены. В результате беспорядков погибли несколько человек (точное число не установлено), получили ранения различной степени тяжести 3 сотрудника милиции, 2 офицера Советской Армии.